# Nebolej
Nebolej (in russo Неболей?) è un singolo del rapper russo Basta e della cantante russa Zivert, pubblicato il 7 agosto 2020.
È stato candidato per due riconoscimenti nell'ambito dei premi Viktorija.

## Promozione
I due artisti hanno eseguito il brano al Večernij Urgant il 4 settembre 2020, dove sono stati gli ospiti della serata.

## Video musicale
Il video musicale è stato reso disponibile in concomitanza con l'uscita del singolo.

## Tracce
Testi di Vasilij Michajlovič Vakulenko e Bogdan Leonovič, musiche di Vasilij Michajlovič Vakulenko.
1. Nebolej – 5:34

## Classifiche

### Classifiche settimanali
| Classifica (2020-21) | Posizione massima |
| -------------------- | ----------------- |
| Russia               | 91                |
| Ucraina              | 12                |

### Classifiche di fine anno
| Classifica (2021) | Posizione |
| ----------------- | --------- |
| Ucraina           | 50        |
| Classifica (2023) | Posizione |
| Moldavia          | 180       |